# Carl Jacobsen (Landrat)
Carl Jacobsen (* 24. Mai 1910 in Malkwitz, Kreis Eutin; † 7. November 1985 in Rendsburg) war ein deutscher Jurist und Beamter.
Er war der letzte Landrat des Kreises Rendsburg und der erste Landrat des Kreises Rendsburg-Eckernförde.

## Leben
Nach seiner Jugend als Sohn eines Bäckers und Gastwirts und dem Abitur in Eutin studierte Jacobsen Rechtswissenschaft an der Universität Göttingen, wo er im Sommersemester 1929 Mitglied der Burschenschaft Hannovera wurde. Nach dem Referendariat in Kiel bestand er am 24. Mai 1937 in Berlin das Assessorexamen mit der Note „ausreichend“. Nach einer fünfmonatigen Zwischenstation in der Verwaltung der Stadt Neustadt (Holstein) trat Jacobsen im Dezember 1937 in den Verwaltungsdienst des Freistaats Preußen ein, zunächst an den Landratsämtern der Kreise Celle und Soltau und ab 1939 in Allenstein, wo er im Folgejahr zum Regierungsrat ernannt wurde. 1942 wurde er zur Wehrmacht eingezogen. 

### Zeit des Nationalsozialismus
Bereits zum 1. November 1930 trat Jacobsen in die NSDAP ein (Mitgliedsnummer 354.505). Zeitzeugen beschrieben ihn im Entnazifizierungsverfahren als bis zum Kriegsende regimetreuen Nationalsozialisten. Im April 1933 folge die Mitgliedschaft in der Sturmabteilung, ein Jahr später im Bund Nationalsozialistischer Deutscher Juristen und im Juli 1938 schließlich in der Nationalsozialistischen Volkswohlfahrt. Ab 1933 übte Jacobsen in seiner Heimatstadt das Amt des Ortsgruppen-Propagandaleiters der NSDAP aus. In seinen späteren Wohnorten Celle und Allenstein fungierte er als Presseberater bzw. Kassenprüfer der jeweiligen NSDAP-Kreisleitung.
Nach knapp zweijähriger Kriegsgefangenschaft in den britischen Internierungslagern Neuengamme, Neumünster-Gadeland und Eselheide stufte ihn der Entnazifizierungsausschuss in Eutin zwar nur als Mitläufer ein. Das Urteil stellt jedoch fest, dass er auch nach eigener Aussage bis zum Zusammenbruch gläubiger Anhänger des Hitler-Regimes gewesen sei. Es sperrte ihn daher für zukünftige Positionen im Staatsdienst und zog sein Vermögen ein. Ein im Auftrag des Kreises Rendsburg-Eckernförde erstelltes Gutachten argumentierte 2016, dass Jacobsen zwischen 1933 und 1945 kein einflussreiches Amt versehen habe, und sich daher nicht als Amtsperson an Kriegsverbrechen beteiligt haben könne.

### Verwaltungslaufbahn
Ab 1949 lernte Jacobsen das Bäckerhandwerk und legte die Gesellenprüfung ab. Statt einer Bäcker trat er jedoch 1951 eine Stelle als Kreisverwaltungsrat in Rendsburg an. Dort wurde er am 5. Mai 1956 zum Landrat gewählt und am 2. März 1962 in seinem Amt bestätigt. Nach der Kreisreform von 1970 wurde er erster Landrat des neugebildeten Kreises Rendsburg-Eckernförde. Unter seiner Führung gelang eine schnelle und reibungslose Integration beider Verwaltungen.
Schwerpunkte seiner Tätigkeit waren der Ausbau der Schulen und der Verkehrsverhältnisse sowie die Errichtung zentraler Wasserversorgungs- und Abwässerungsbeseitigungsanlagen im Kreisgebiet. Früh war er über die Flurbereinigung zum Umwelt- und Landschaftsschutz gekommen. So wird berichtet, dass er, als bei einer Baumaßnahme auf dem Nachbargrundstück „versehentlich“ Bäume gefällt wurden, das betroffene Gebiet sofort unter Landschaftsschutz stellte.

### Weitere Aktivitäten
Darüber hinaus war Jacobsen 1964 Vorsitzender der Vertreterversammlung der Feuerwehr-Unfallkasse Schleswig-Holstein und 1972 Vorsitzender des Regionalen Planungsverbandes Kieler Umland sowie des Versicherungsvereins Kommunaler Schadenausgleich Schleswig-Holstein.
Große Anerkennung erhielt Carl Jacobsen durch seine langjährige und erfolgreiche ehrenamtliche Betätigung als Vorsitzender auf Kreisebene im Volksbund Deutsche Kriegsgräberfürsorge (von 1959 bis 1981) und als Kreisvorsitzender des Deutschen Roten Kreuzes.

## Ehrungen
- Bundesverdienstkreuz am Bande (11. Dezember 1968)[12][13]
- Bundesverdienstkreuz 1. Klasse (26. November 1974)[13]
- Freiherr-vom-Stein-Medaille (Schleswig-Holstein)